# Calvin Stengs
Calvin Stengs, född 18 december 1998, är en nederländsk fotbollsspelare som spelar för Nice i Ligue 1.

## Karriär
Stengs gjorde sin Eredivisie-debut för AZ Alkmaar den 5 mars 2017 i en 1–1-match mot Excelsior, där han blev inbytt i halvlek mot Alireza Jahanbakhsh.